# Homo-icoon

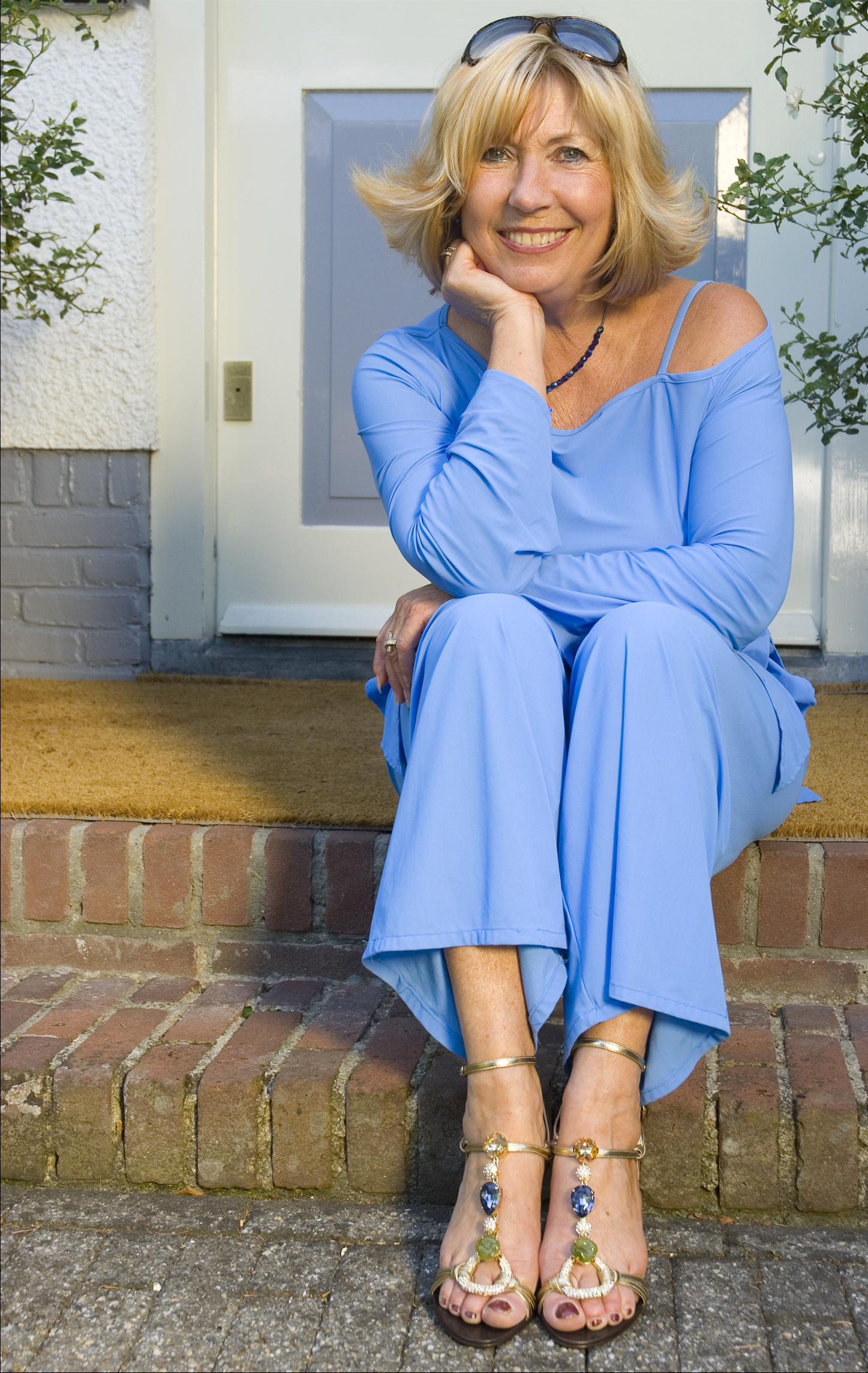
"Homomoeder" Willeke Alberti, zelf heteroseksueel

Een homo-icoon (van het Engelse gay icon) is een man of vrouw die een sterke voorbeeldfunctie heeft voor homoseksuelen, een belangrijke rol speelt in de homocultuur of een grote homoseksuele achterban heeft. 
Homoseksuele iconen zijn lang niet altijd zelf homoseksueel en zij die het wel zijn, hoeven zich niet nadrukkelijk te hebben ingezet voor homo-emancipatie. Alleen het feit dat ze open zijn over hun seksuele geaardheid kan aanleiding zijn om tot rolmodel voor (jonge) homo's en lesbiennes uit te groeien. Dat neemt overigens niet weg dat de zogenaamde boegbeelden van de homobeweging ook als een homo-icoon opgevat kunnen worden.
Voor mannelijke homoseksuelen zijn homo-iconen vaak vrouwen van middelbare leeftijd die nogal eens diva-gedrag willen vertonen. Zich sympathiek opstellen is daarbij geen vereiste, zelfs niet als het om de doelgroep zelf gaat. Ook een drank- of drugsprobleem maakt het zeker niet onmogelijk om homo-icoon te worden.

## Voorbeelden
Bekende homo-iconen zijn onder anderen:
| - Dalida - Patty Brard - Karin Bloemen - Anneke Grönloh - Patricia Paay - Shirley Bassey - Maria Callas - Mariah Carey - Mylène Farmer - Cher | - Joan Crawford - Bette Davis - Ellen DeGeneres - Agnetha Fältskog - Judy Garland - Jens Geerts - Brigitte Kaandorp - Jacky Lafon - Vicky Leandros - Paul de Leeuw | - Robert Long - Madonna - Imca Marina - Bette Midler - Lady Gaga - Liza Minnelli - Kylie Minogue - Albert Mol - Nana Mouskouri - Gerard Reve | - Kate Ryan - Liliane Saint-Pierre - Annemarie Schwarzenbach - Barbra Streisand - Yma Súmac - Elizabeth Taylor - Vanessa - Mae West - Zangeres Zonder Naam - RuPaul |

Bi+ ·
Homoseksualiteit ·
Lesbianisme ·
Biseksualiteit ·
Panseksualiteit ·
Polyseksualiteit ·
Aseksualiteit ·
Demiseksualiteit ·
Queer ·
Questioning ·
Androfilie ·
Gynofilie
Cisgender
(Vrouw ·
Man) ·
Transgender
(Transvrouw ·
Transman ·
Transseksualiteit) ·
Intersekse ·
Tweeslachtigheid ·
Genderqueer ·
Questioning ·
Androgyn ·
Queer ·
Polygender
(Bigender ·
Trigender) ·
Pangender ·
Agender ·
Demigender
(Demigirl ·
Demiboy ·
Demifluïde ·
Demiflux ·
Demiandrogyn) ·
Neutrois ·
Genderfluïde
(Amorgender) ·
Genderflux ·
Intergender ·
Aporagender ·
Pocketgender ·
Derde geslacht ·
Butch en femme ·
Gendernon-conform ·
Queerheteroseksueel ·
Hijra ·
Two-spirit ·
Fa'afafine ·
Akava'ine ·
Androgynos ·
Bissu ·
Fakaleiti ·
Kathoey ·
Khanith ·
Mahu ·
Mak nyah ·
Muxe ·
Tomboy ·
Travesti ·
Tumtum ·
Winkte
Seksuologie ·
Genderstudies ·
Binaire geslachtsmodel ·
Genderspectrum ·
Lavendeltaalwetenschap ·
Lgbt-literatuur ·
Queerstudies ·
Queer theory
Postgenderisme ·
Feminisme
(Lesbisch feminisme ·
Transfeminisme) ·
Queercore
Oudheid:
Oude Rome ·
Oude Egypte
Vroegmoderne tijd:
Rusland
Moderne tijd:
Nazi-Duitsland ·
Rusland ·
Sovjet-Unie
Heden:
Nederland ·
Rusland ·
Sierra Leone
Roze driehoek ·
Regenboogvlag ·
Hanky code ·
Homomonument
Heteroseksisme
(Homofobie ·
Lesbofobie ·
Bifobie) ·
Genderisme
(Transfobie ·
Transmisogynie
Discriminatie van non-binaire personen ·
Cisseksisme) ·
Heteronormativiteit ·
Pinkwashing ·
Gay panic defense
(Trans panic defense) ·
Oppositie ·
LGBT ·
Homoseksualiteit in het leger
(Don't ask, don't tell) ·
Homoseksualiteit en religie
(Jodendom ·
Christendom ·
Islam ·
Bahai ·
Hindoeïsme ·
Boeddhisme ·
Sikhisme ·
Confucianisme ·
Shintoïsme ·
Taoïsme ·
Satanisme ·
Wicca ·
Unitair Universamisme ·
Scientology ·
Zoroastrisme) ·
Discriminatie tegen mensen met HIV ·
Doodstraf voor homoseksualiteit ·
Haatcriminaliteit ·
(Correctieve verkrachting ·
Antihomoseksueel geweld ·
Antihomoseksueel terrorisme) ·
Lgbt-gerelateerde zelfmoord ·
Conversietherapie (Homogenezing) ·
Schaal van Riddle
Arlington County vs. White ·
Artikel 248bis van het Wetboek van Strafrecht (Nederland) ·
Federal Marriage Amendment ·
Goodridge vs. Department of Public Health ·
Instructie inzake de criteria om roepingen te beoordelen van personen met homoseksuele neigingen met het oog op hun toelating tot het seminarie en de Heilige Wijdingen ·
Jogjakarta-beginselen ·
Jos Brink-prijs ·
Kentucky vs. Wasson ·
Lawrence v. Texas ·
Paragraaf 175 ·
Proposition 8 ·
Sectie 28 ·
Sodomiewetgeving
(Sodomiewetgeving in de Verenigde Staten) ·
Wolfenden Report
Bear ·
Crossdressing ·
(Travestie) ·
Gay Pride Parade ·
Homohoreca ·
Homo-icoon ·
Homo-ontmoetingsplaats ·
Lhbt-boekhandel ·
Outing ·
(Coming-out)
Holebi ·
Genderdysforie ·
Homoseksualiteit bij dieren ·
Safe-space